# Borzymin
Borzymin [bɔˈʐɨmin] (en alemán: Bören) es un pueblo ubicado en el distrito administrativo de Gmina Rypin, dentro del Distrito de Rypin, Voivodato de Cuyavia y Pomerania, en el norte de Polonia central. Se encuentra aproximadamente a 7 kilómetros al oeste de Rypin y a 50 kilómetros al este de Toruń.